# Michael Carroll
Pour les articles homonymes, voir Mike Carroll (homonymie) et Carroll.
Pas d'image ? Cliquez ici

a Compétitions nationales et continentales officielles uniquement.

b Matchs officiels uniquement.
Dernière mise à jour le 25 novembre 2021.
Michael Carroll, plus connu comme Mike Carroll, est né le 1er novembre 1981. C'est un joueur de rugby à XV irlandais. Il joue principalement au poste de troisième ligne centre.

## Carrière de joueur

### En club
- Leinster -18, -21
- Connacht 2002-2005
- Racing Métro 92 2005-2008
- RC Massy 2008-2009

## Palmarès
- Equipe d'Irlande -18
- Equipe d'Irlande -21.